# De Heviland DH.80A Pus Mot
De Heviland  Pus Mot (engl. de Havilland DH.80 Puss Moth) je britanski trosedi visokokrilni jednokrilac projektovan i proizveden u firmi de Havilend Erkraft (engl. de Havilland Aircraft Company) između 1929. i 1933. godine.

## Projektovanje i razvoj
Avion DH.80 je prvi put poleteo 9. septembra 1929. godine, a projektovan je kao avion potpuno drvene konstrukcije sa motorom de Heviland Džipsi III (engl. Gipsy III) snage 90 kW (120 KS). Namena mu je bila da zadovolji narastajuću tražnju na tržištu lakih aviona za poslovnu i privatnu upotrebu (turistički, sportski i aviotaksi). U to vreme se avion de Heviland DH.60 Mot proizvodio u količinama 3 aviona dnevno. Nakon testiranja avion je redizajniran tako da je trup aviona napravljen od čeličnih cevi presvučen platnom i dobio je novu oznaku de Heviland  Pus Mot. Pilotska i putnička kabina čine jednu celinu. Kod većine aviona DH.80A ugrađivani su motori Džipsi Majdžor (engl. Gipsy Major), snage 100 kW (130 KS). Krila aviona su se preklapala unazad tako da avion zauzima malo prostora u hangaru. Ovaj avion je prestao da se proizvodi 1933. godine, nasledio ga je avion de Hevilend DH.85, čija je čelična konstrukcija trupa bila obložena šperom umesto tekstilom pa je stoga bio i lakši.

## Tehnički opis
Trup aviona je bio pravougaonog poprečnog preseka. Imao je prostranu kabinu sa ravnim zidovima i velikim prozorima. Sa svake strane kabine su postojala vrata koja su omogućavala lak ulaz i izlaz putnika u i iz kabine. Pilot je sedeo na prvom sedištu a putnicima su na raspolaganju stajala dva sedišta jedno pored drugog u drugom redu. Noseća konstrukcija aviona je bila metalna a obloga kabine je od drvenog špera.
Pogonska grupa: Ovaj avion je bio opreman motorima Gipsy III, snage 120 KS (89 kW) ili Gipsy Major, snage 130 KS (97 kW). Na vratilu motora je bila pričvršćena dvokraka, vučna, drvena elisa, nepromenljivog koraka.
Krila aviona su drvene konstrukcije sa dve ramenjače presvučena su impregniranim platnom i sa svake strane su poduprta sa dva metalna podupirača u obliku slova V. Podupirači se korenom oslanjaju na trup aviona a krajevi su pričvršćeni za krila. Krila su pravougaonog oblika a završavaju se polukružno. Veoma lako se krila pri parkiranju aviona mogu sklopiti unazad prema repu aviona tako da parkirani avion zauzme što manje mesta. Ovo je veoma praktično i pri transportu aviona.
Stajni trap je bio fiksan, klasičan, sa dva prednja točka i jedan klavirski točak na repu aviona kao treća oslona tačka. Stajni trap je napravljen od zavarenih čeličnih cevi. U prednje cevi stajnog trapa su ugrađeni amortizeri. Točkovi su bili od aluminijumskog liva sa niskopritisnim gumama.

### Varijante aviona
- De Havilland DH.80 - Prototip sa motorom Gipsy III, snage 120 KS (89 kW).
- De Havilland DH.80A Puss Moth - Dvo ili trosedi laki transportni avion sa motorom Gipsy Major, snage 130 KS (97 kW).
- De Havilland DH.80A Puss Moth hidroavion - Avion koji je umesto točkova imao plovke

## Operativno korišćenje
Avion DH.80A je proizveden u 284 primerka u periodu od 1929. do 1933. godine. Korišćen je uglavnom u putničkom saobraćaju kao aviotaksi ili za privatnu i poslovnu upotrebu. Vojna varijanta se koristila za kurirsku službu. Ovi avioni su prodati: Australiji, Novom Zelandu, Južnoj Africi, Španiji, Nemačkoj, Velikoj Britaniji i Jugoslaviji. U Jugoslaviji između dva rata letela su 3 aviona ovog tipa. Jedan je bio u vlasništvu Aero Kluba, drugi je bio u posedu fabrike obuće „Bata“, a treći je bio u vlasništvu Aeroputa. Aeroput je ovaj avion koristio kao aviotaksi samo jednu godinu od 1931. do 1932. godine, kada ga je prodao Englezima i kupio moderniji de Heviland DH.83 Foks Mot.

## Korisnici
- Australija
- Južna Afrika
- Kanada
- Novi Zeland - Carsko Ratno vazduhoplovstvo
- Španija - Ratno vazduhoplovstvo
- Španija - Ratno vazduhoplovstvo
- Ujedinjeno Kraljevstvo - RAF
- Treći rajh - Luftvafe (manji broj)
- Југославија

## Osobine aviona de HevilandPus Mot

### Opšte karakteristike
- Motor - 1 x 90 kW de Heviland Džipsi III ili (1 x 100 kW de Heviland Džipsi Majdžor),
- Elisa - dvokraka,
- Razmah krila - 11,2 m,
- Površina krila - 20,6 m2,
- Dužina aviona - 7,6 m,
- Visina aviona - 2,1 m,
- Težina praznog aviona - 575 kg,
- Težina punog aviona - 937 kg,
- Kapacitet - 1 do 2 putnika,
- Posada - 1 član.

### Preformanse
- Maksimalna brzina - 196 km/h (220 km/h) podaci u zagradama se odnose na motor Džipsi Majdžor,
- Putna brzina - 170 km/h (192 km/h),
- Brzina penjanja - 192 m/min,
- Najveći dolet - 483 km,
- Plafon leta - 5 335 m.

## Literatura
- Č. Janić i J. Simišić: Više od letenja - Osam decenija Aeroputa i JAT-a. 2007. ISBN 978-86-7086-004-9.; Beograd.
- Крунић, Чедомир (2010). Цивилно ваздухопловство Краљевине Југославије. књига 1. Београд: Ч.Крунић. стр. 394. ISBN 978-86-901623-3-8.
- Marck, Bernard (1997). Historie de L'aviation. Paris: Flammarion. ISBN 2-08-010038-6.

## Spoljašnje veze
- http://vazduhoplovnetradicijesrbije.rs/index.php/istorija/de-hevilland-dh-80a-puss-moth
- Tehnički podaci o avionu .
- Tehnički podaci o avionu .
- Pregled de Hevilandovih aviona
- Jugoslovenski registar aviona
- Britanski registar aviona